# 수리우동 순다라

## 생애
수리우동 순다라는 라오스의 과학자이자 공무원으로, 과학기술과 교육 분야에서 30여 년간 재직하였다. 코메니우스대학교(Comenius University)에서 생화학을 전공하였으며, 1986년에 석사학위를, 1991년에 박사학위를 취득하였다. 박사학위 논문은 박테리오파지 Mu의 단백질 정제와 관련된 생화학적 전이에 관한 연구였다. 이후 그는 라오스로 귀국하여 1991년 4월 1일 과학기술부에 공무원으로 임용되었다.
공직 초기에 그는 라오스 내 식물조직배양 기술을 최초로 도입하였으며, 생명공학센터 및 생물자원기술연구소 설립에 관여하였다. 1990년대 후반부터는 UNEP-GEF의 국제지원을 통해 라오스 국가 생물안전계획(National Biosafety Framework)을 수립하는 데 기여하였다. 또한 그는 생물다양성협약(CBD), 카르타헤나 의정서, 나고야 의정서와 같은 국제 협약의 비준 과정에 정부 대표단 일원으로 참여하였다.
2000년대 이후에는 국립대학교에서 생명공학, 생물안전, 기술윤리 등에 관한 강의를 맡았으며, 조교수부터 정교수까지의 교수자격 심사에도 참여하였다. 동시에 정부 내에서 점차 승진하여, 2014년에는 과학기술부 부장관에 임명되었고, 이후 2021년에는 교육체육부 부장관으로 이동하였다.
국제협력 부문에서도 그는 라오스 정부를 대표하여 다양한 국제회의에 참여하였다. 2022년에는 IAEA가 주관한 행사에서 라오스를 대표하여 캄보디아, 베트남과 함께 남남협력 프로그램 문서에 서명하였으며, 핵기술 및 방사선안전 분야에 대한 국제협력 확대에 기여하였다. 2023년에는 중국 중남대학교(Central South University)를 방문하여 라오스의 고등교육 및 인적자원 개발과 관련된 협력 확대를 논의하였다.
2019년 11월 26일 부산 해운대에서 열린 한-아세안 특별정상회의 부대행사에서 박원주 특허청장과 지식재산권 포괄협력 협정서에 서명하였다.
Soulioudong Sundara는 1995년 라오인민혁명당에 입당하였으며, 이후 중앙당 위원을 두 차례 역임하였다. 제11차 라오스 국가건설전선 회의에서는 대표로 참여하였고, 교육과 과학 분야 정책 결정에 있어 핵심 인물로 활동하였다. 그는 2024년 11월 7일 자로 공식 퇴직하였으며, 이에 따라 정부로부터 연금 수급 자격을 부여받았다.

## 학력
- 1979/1980: 비엔티안 고등학교 졸업
- 1980년~1991년: 체코슬로바키아 코메니우스대학교 과학부 생화학 전공
  - 1986년: 생화학 석사 (M.Sc.), 논문 주제: “생체특이성 상호작용 연구 (Bioaffinity chromatography)”
  - 1991년: 생화학 박사 (Ph.D.), 논문 주제: “Mu 박테리오파지의 단백질 정제 및 전이 연구”
- 2007~2008: 라오스 국가정치행정대학 고급 정치이론 과정 수료 (5개월 단기 고위과정)
- 2017년: 카이손 폼비한 국방대학교 국가안보 전략과정 수료

## 이력
- 1991년 4월 1일: 라오스 과학기술조직 입직, 공직 시작
- 생물조직배양 연구실 창설 (카이손 폼비한 주석 지시)
- 라오스 최초의 식물 조직배양 성공 사례 달성
- 생명공학센터장, 유전공학 연구소장 역임
- 라오인민혁명당 입당 (1995년 3월 30일)
- UNEP-GEF 지원으로 국가 생물안전계획(NBF) 수립
- 카르타헤나 의정서, 나고야 의정서 등 국제 협약 비준 실무대표
- 국립대학교 교수 (학부~석사 과정), 생명공학·기술안전 교육 담당
- 교수직 등급심사 위원(조교수~정교수 승진 심사)
- 과학기술부 연구소장 (1999~2014)
- 과학기술부 부장관 (2014~2021)
- 교육체육부 부장관 (2021~2024)
- 라오인민혁명당 중앙위원 (2회), 부처당 지도부 활동
- 제11차 라오국가건설전선 전국대회 대표 위촉
- 2024년 11월 7일 퇴직